# Eglingen (Francja)
Eglingen – miejscowość i gmina we Francji, w regionie Grand Est, w departamencie Górny Ren.
Według danych na rok 1990 gminę zamieszkiwało 231 osób, 62 os./km².